# Кокс, Калли
Калли Кокс (англ. Calli Cox, род. 26 февраля 1977 года, Робинсон, Иллинойс, США) — американская порноактриса.

## Ранняя жизнь
В 1999 году окончила Восточный университет штата Иллинойс со степенью бакалавра наук по педагогике и в том же году начала преподавать. В течение года была членом университетского женского клуба и сделала себе татуировку в виде трёх сигм на ягодицах. Была учителем в Effingham Junior High и заместителем преподавателя в Urbana High School, проработав в каждой из этих школ по одному году. Преподавала английский язык и чтение в восьмом классе.

## Карьера
До начала карьеры в фильмах для взрослых работала днём преподавателем, а ночью — стриптизёршей. Карьеру в индустрии кино для взрослых начала после переезда в Лос-Анджелес в феврале 2001 года. Её первая сцена была с Белладонной и Mr. Marcus в фильме Oral Consumption 4 для студии Anabolic Video.
9 июля 2003 года объявила о своём уходе из индустрии фильмов для взрослых.

## Награды и номинации
| Год  | Церемония        | Результат | Категория | Фильм               |
| ---- | ---------------- | --------- | --- | ------------------- |
| 2002 | AVN Award        | Номинация | Лучшая новая старлетка | н/д                 |
| 2002 | AVN Award        | Номинация | Лучшая групповая сексуальная сцена — видео (с Samantha Stylle и Лексингтоном Стилом)                                                              | Service Animals 2   |
| 2002 | AVN Award        | Номинация | Лучшая групповая сексуальная сцена — видео (с Renee LaRue, Shay Sights, Angel, Sana Fey, Nick Manning, Joel Lawrence, Пэтом Майном и Tony Pounds) | X-Rated Auditions 3 |
| 2002 | AVN Award        | Номинация | Лучшая групповая сексуальная сцена — видео (с Lola и Pat Myne)                                                                                    | Young and Tight 2   |
| 2002 | NightMoves Award | Победа    | Лучшая новая старлетка (выбор редакции) | н/д                 |
| 2002 | XRCO Award       | Номинация | Старлетка года | н/д                 |
| 2002 | XRCO Award       | Номинация | Best Threeway Sex Scene (с Samantha Stylle и Lexington Steele)                                                                                    | Service Animals 2   |
| 2003 | AVN Award        | Номинация | Исполнительница года | н/д                 |
| 2003 | AVN Award        | Номинация | Best Sex Scene Coupling — Video (с Tex) | Shane’s World 30    |